# Castelul Blois

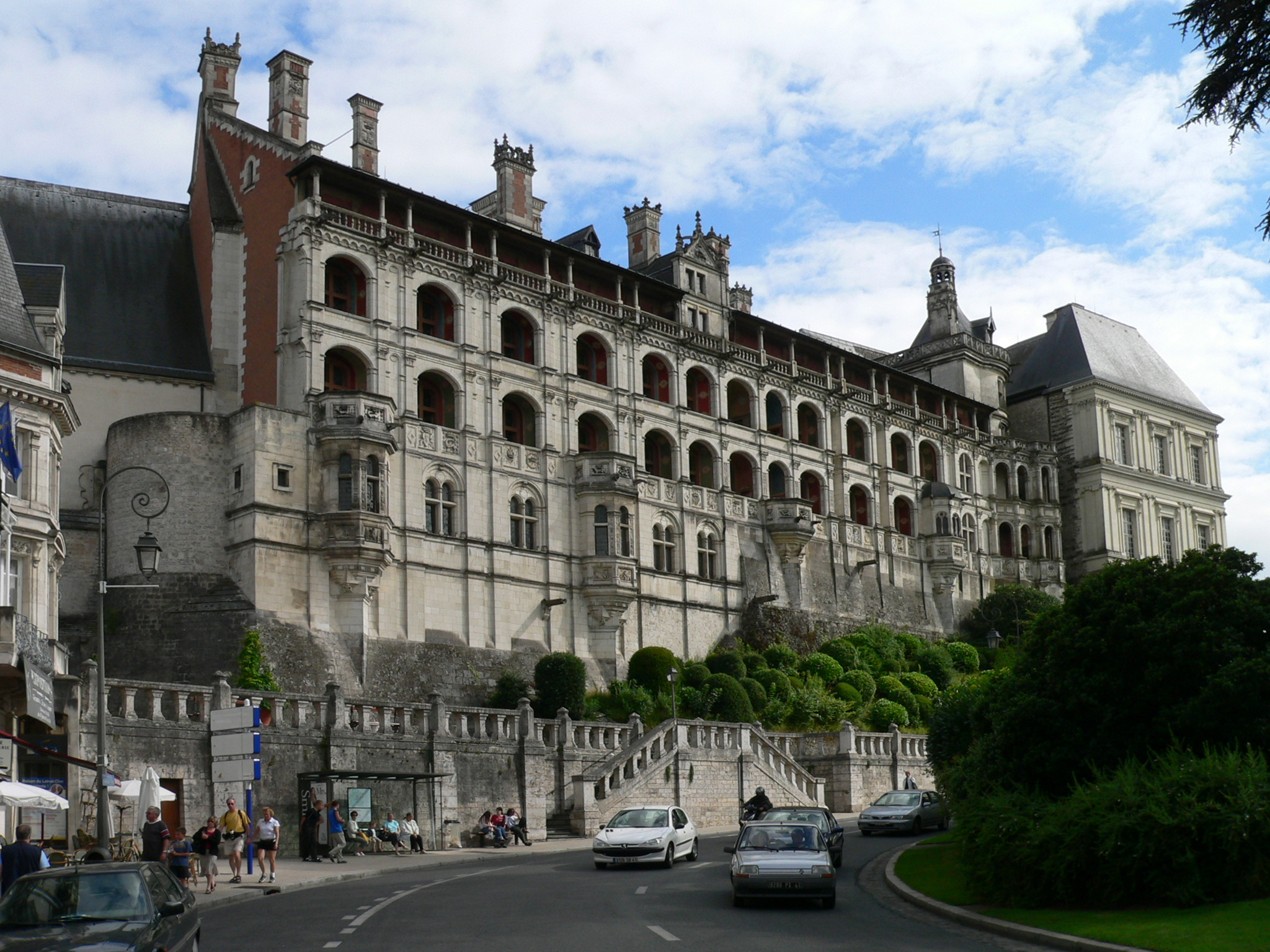
Castelul Blois

Castelul Blois este situat pe Valea Loarei mai precis pe malul drept al fluviului în orașul Blois din Departamentul Loir-et-Cher, Franța. Între anii 1498 - 1589, el a fost reședința nobililor din casele de Valois și Orléans. 
În secolul al X-lea contele de Blois a fost arestat și închis în unul din turnurile castelului. Ultimul conte de Blois a vândut la sfârșitul secolului XIV castelul casei de Valois care devin ulterior monarhi.
Ludovic al XII-lea al Franței și Francisc I al Franței au folosit clădirea ca reședință principală și au lăsat să fie construite o serie de anexe și amenajări exterioare. Ultimele lucrări de construcție au loc în secolul al XVII-lea, după planurile arhitectului François Mansart, după aceea castelul a fost neglijat. 
În timpul Revoluției franceze a fost jefuit și distrus. Din anul 1845 a fost restaurat în mare parte, devenind model pentru celelalte castele de pe valea Loarei, ca de exemplu castelele Azay-le-Rideau, Chenonceau și Amboise. În prezent castelul este muzeu.

## Legături externe
Coordonate: 47° 35′ 8″ N, 1° 19′ 50″ E
- Website despre castel (franc.)
- Dosar din  Base Mérimée despre Castelul Blois (franc.)
- Imagini din Base Mémoire
- Castelul Blois pe  richesheures.net (franc.)
- galerie-foto